# 朝酌岩屋古墳
朝酌岩屋古墳（あさくみいわやこふん）は、島根県松江市朝酌町にある古墳。史跡指定はされていない。

## 概要
島根県東部、松江低地東縁の丘陵端部に築造された古墳である。墳丘は改変されているほか、発掘調査は実施されていない。
墳丘周囲は削平されており、元の墳形は不明であるが、現状では直径20メートルの円墳状を呈する（元は一辺30メートル程度の方墳か）。埋葬施設は石棺式石室で、南方向に開口する。玄室が切石の組み合わせで石棺状に構築された石室であり、出雲地方東部に分布する石棺式石室のなかでも、定型化前の古い段階の例とされる。石室内の副葬品は詳らかでないが、墳丘の測量調査時に須恵器片（子持壺脚部・壺口縁部・甕片）が採集されている。築造時期は古墳時代後期の6世紀代と推定される。

## 遺跡歴
- 1920年（大正9年）、梅原末治・石倉暉榮が学会に紹介[3]。
- 測量調査（出雲考古学研究会）。

## 埋葬施設

石室俯瞰図

石室展開図

埋葬施設としては石棺式石室が構築されており、南方向に開口する。石室の規模は次の通り。
- 石室全長：約5.4メートル
- 玄室：長さ1.9メートル、幅3.1メートル、高さ2.1メートル
- 羨道：長さ3メートル、幅1メートル、高さ1.5メートル

玄室は石室主軸に直交する横長の平面形で、長側辺に平入りで羨道が接続する。石室の石材は流紋岩質軽石火山礫凝灰岩（荒島石）で、大型の切石が使用される。玄室の奥壁は上部に小型の切石を積み、側壁は一枚石である。前壁には切石3枚を組み合わせており、玄門部の周囲には閉塞石を受けるための刳り込みを施し、床には梱石を置く。羨道部も切石を立てて構築され、羨門部には板石による閉塞石（一部残存）を設ける。
平入りの横長長方形の玄室平面形の点、玄門が複数の石材で構成される点で、定型化前の古い段階の石棺式石室と位置づけられる。朝酌地域の石棺式石室としては、朝酌岩屋古墳→朝酌小学校校庭古墳→阿弥陀寺古墳の築造順と推測され、山代二子塚古墳→山代方墳→山代原古墳（永久宅後古墳）と変遷する出雲東部最高首長層の山代・大庭古墳群との関係性が注目される。

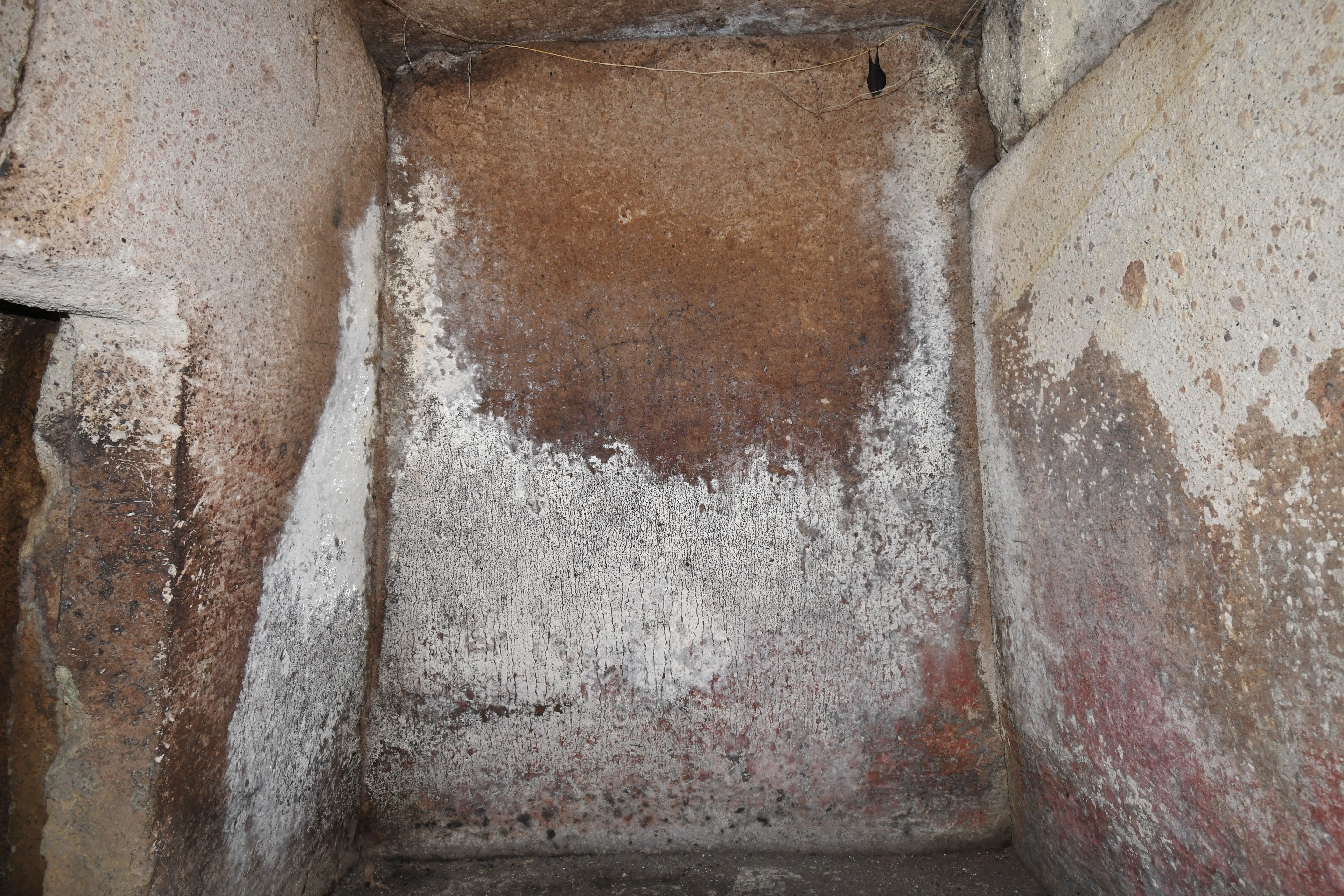
玄室西壁
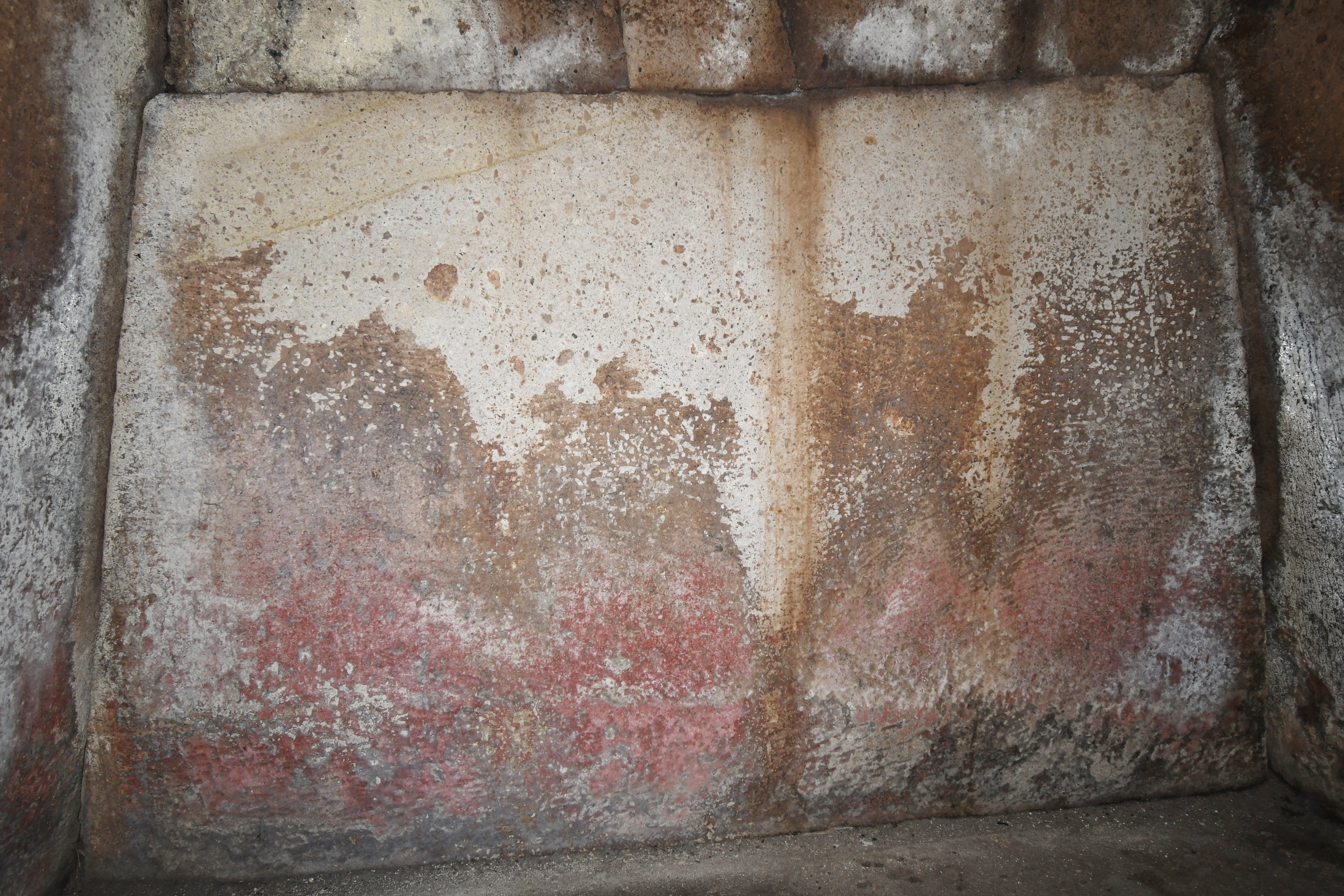
玄室奥壁（北壁）
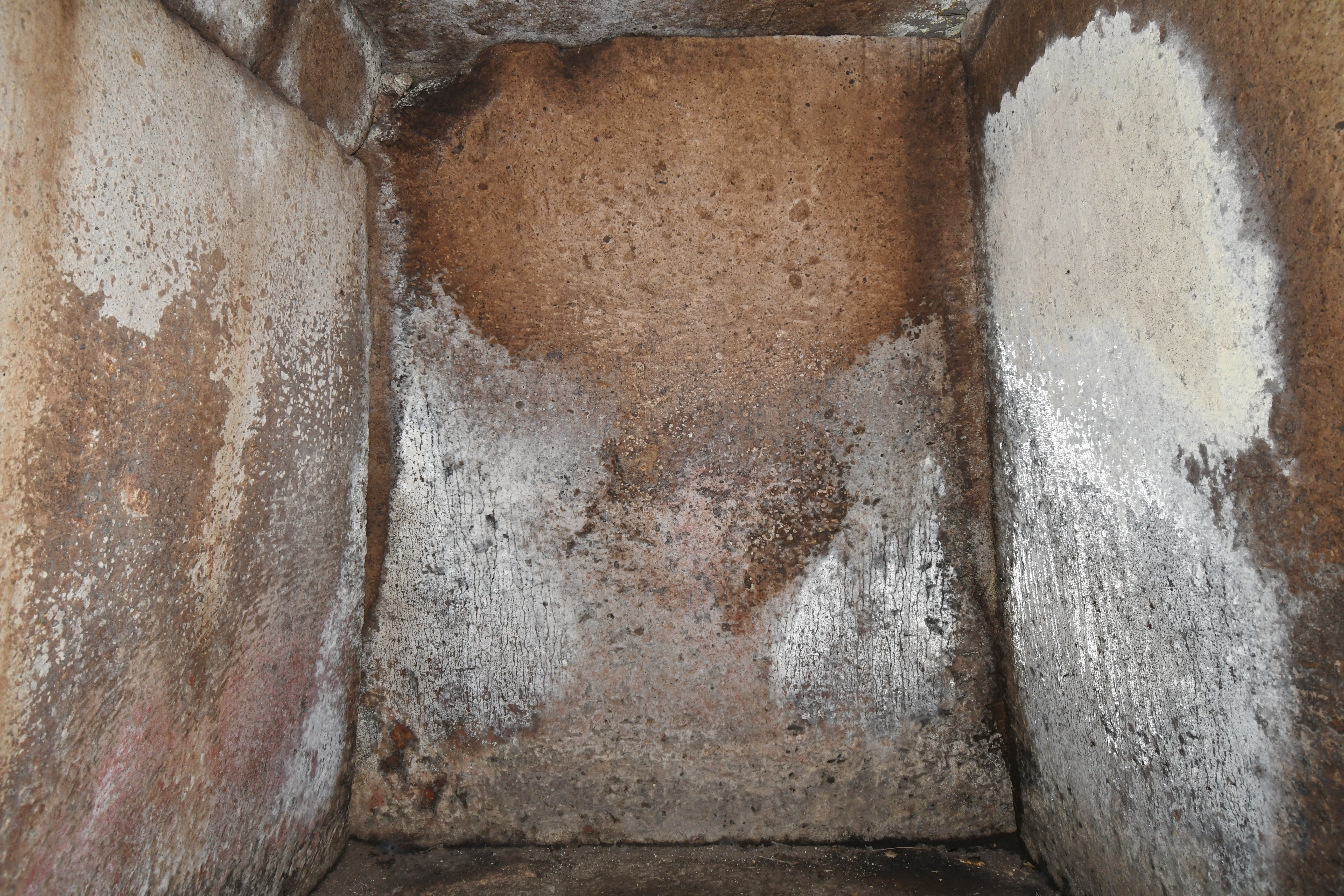
玄室東壁
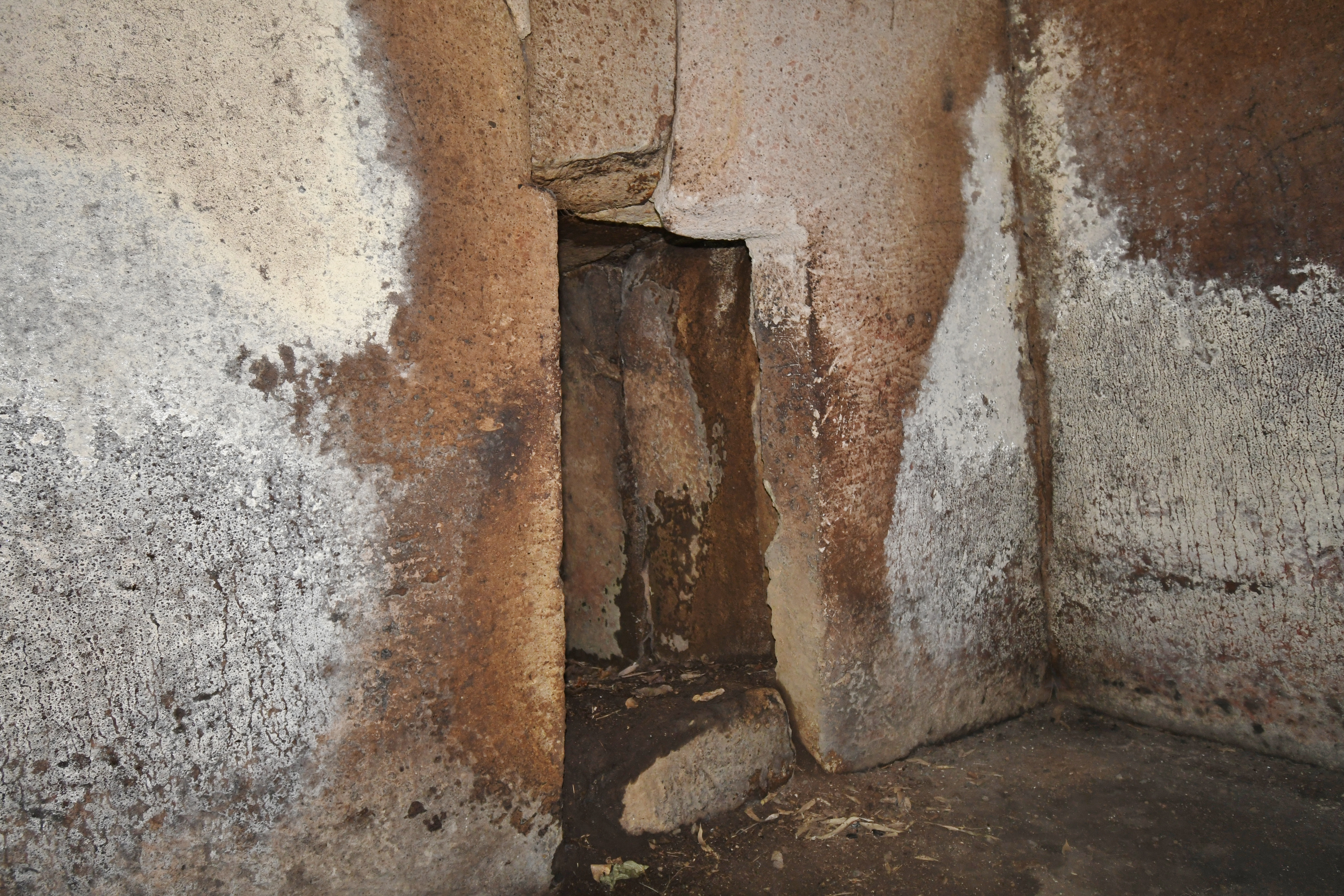
玄室前壁（南壁）
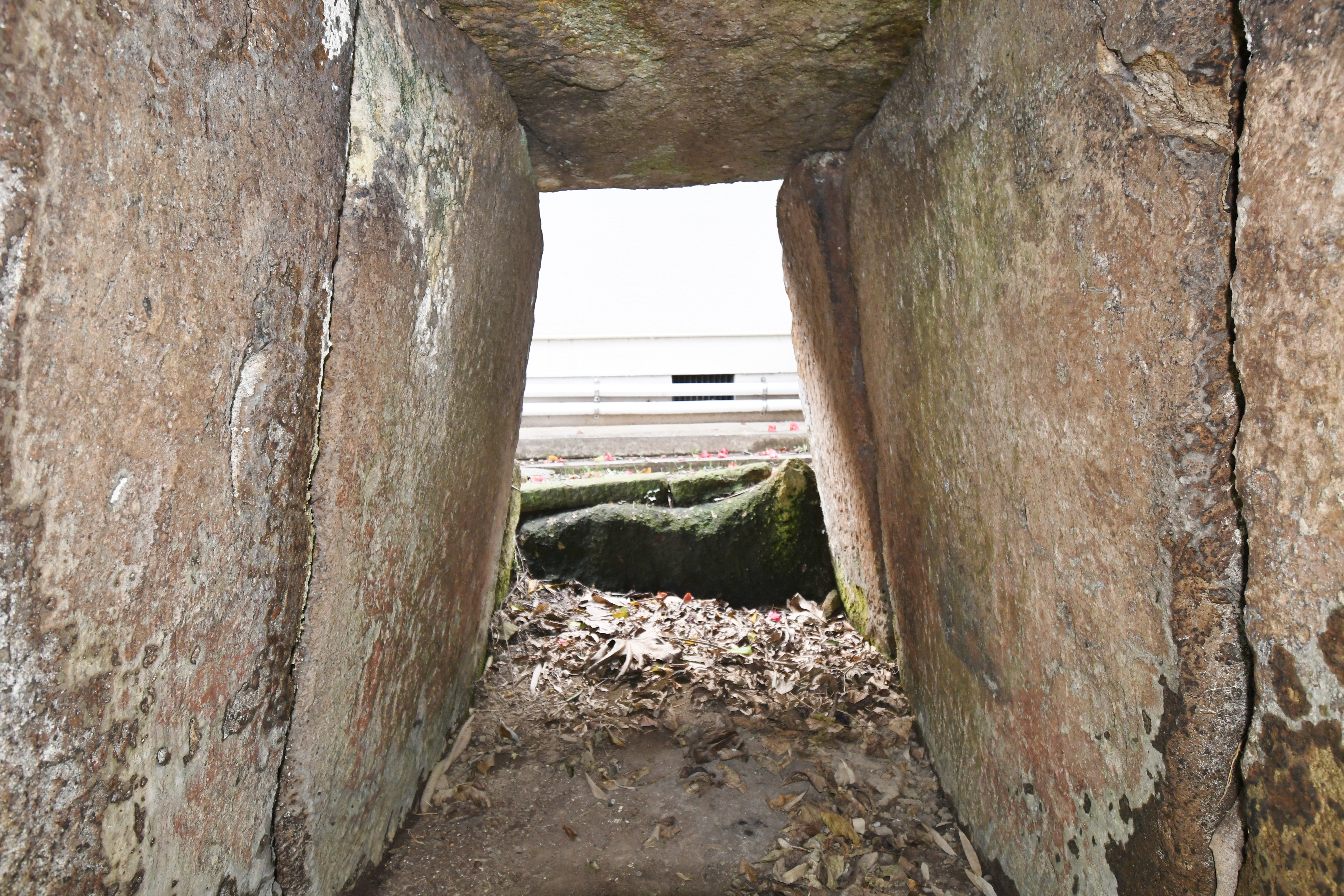
羨道（開口部方向）
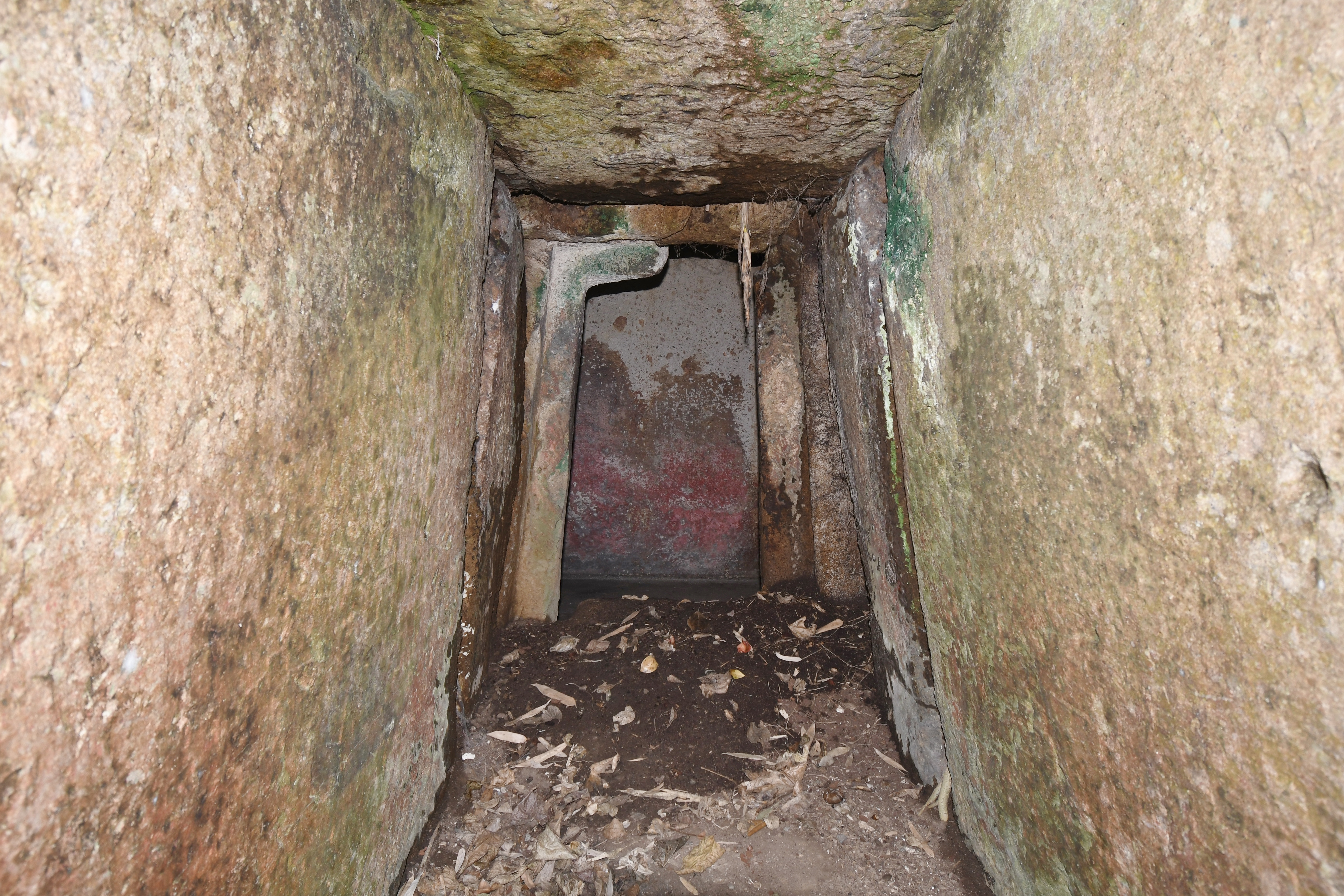
羨道（玄室方向）
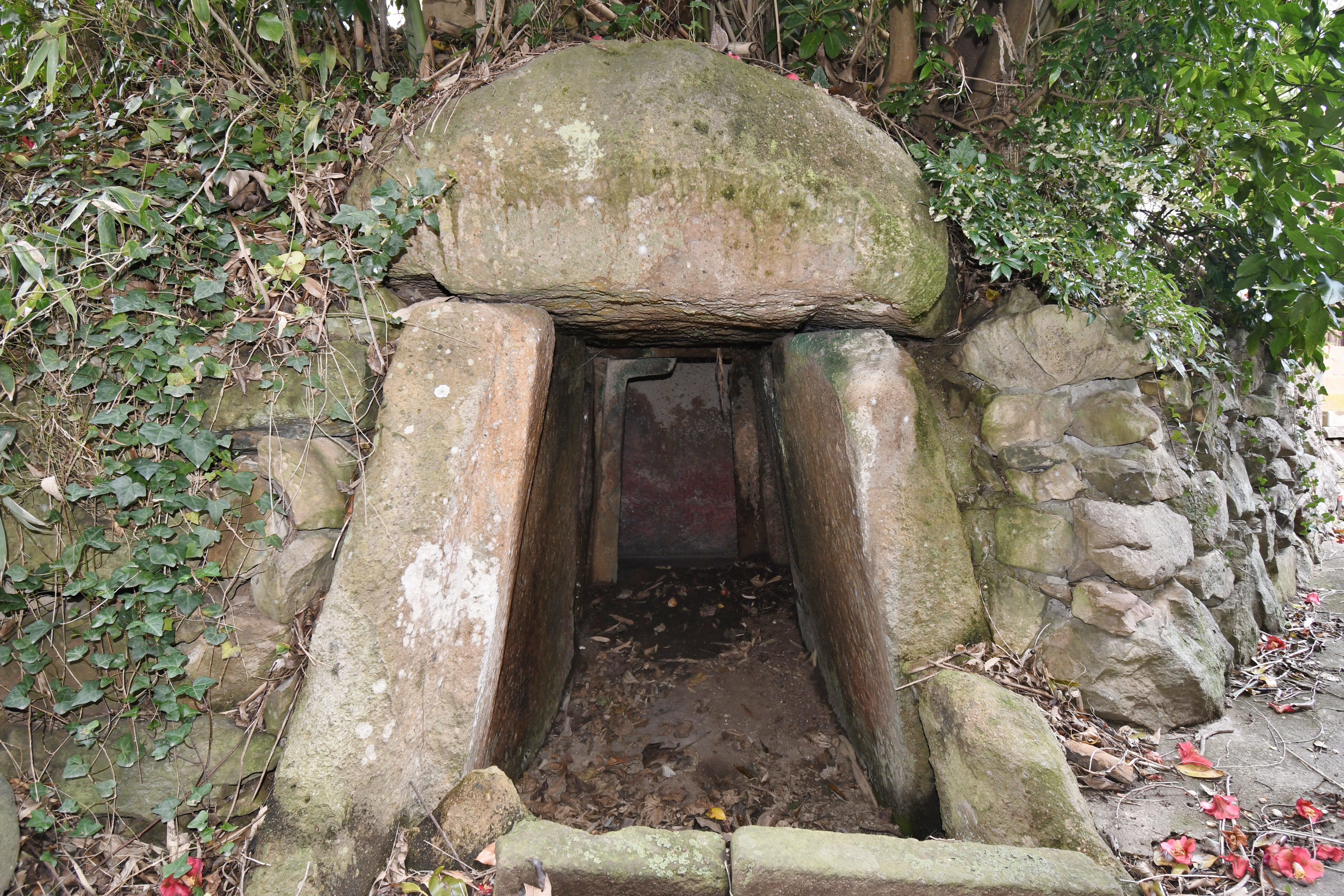
開口部

## 関連文献
（記事執筆に使用していない関連文献）
- 梅原末治・石倉暉榮「出雲に於ける特殊古墳（中ノ下）」『考古學雜誌』第11巻第3号、考古學會、1920年11月、129-142頁。
- 『石棺式石室の研究 -出雲地方を中心とする切石造り横穴式石室の検討-』出雲考古学研究会〈古代の出雲を考える6〉、1987年。
- 松本岩雄「朝酌岩屋古墳・廻原1号墳」『古代出雲を歩く』山陰中央新報社、1997年。
- 『遺跡と地域と考古学 -実践30年の歩み、「石棺式石室の研究」補遺-』出雲考古学研究会〈古代の出雲を考える9〉、2007年。